# Ovid (Míchigan)
Ovid es una villa ubicada en el condado de Clinton en el estado estadounidense de Míchigan. En el Censo de 2010 tenía una población de 1603 habitantes y una densidad poblacional de 668,38 personas por km².

## Geografía
Ovid se encuentra ubicada en las coordenadas 43°0′11″N 84°22′33″O / 43.00306, -84.37583. Según la Oficina del Censo de los Estados Unidos, Ovid tiene una superficie total de 2.4 km², de la cual 2.39 km² corresponden a tierra firme y (0.22%) 0.01 km² es agua.

## Demografía
Según el censo de 2010, había 1603 personas residiendo en Ovid. La densidad de población era de 668,38 hab./km². De los 1603 habitantes, Ovid estaba compuesto por el 95.7% blancos, el 0.37% eran afroamericanos, el 0.31% eran amerindios, el 0.12% eran asiáticos, el 0.06% eran isleños del Pacífico, el 1.31% eran de otras razas y el 2.12% pertenecían a dos o más razas. Del total de la población el 5.68% eran hispanos o latinos de cualquier raza.